# 스타폭스 (비디오 게임)
스타폭스(일본어: スターフォックス 스타폿쿠스[*], Star Fox)는 닌텐도가 슈퍼 패미컴으로 발매한 3D 슈팅 게임이다. 유럽에는 스타윙(Starwing)이라는 이름으로 발매되었다. 스타폭스 시리즈의 첫 번째 게임이다. 1993년에 슈퍼패미컴으로 발매되었다. 그리고 닌텐도가 첫 번째로 개발한 3D게임이다. 슈퍼패미컴으로 구동할 수가 없기 때문에 팩은 그래픽 칩인 슈퍼 FX칩을 포함하였다. 당시에는 새롭고 드문 복잡한 3D 디스플레이 콘솔용 비디오 게임이었다. 이 게임의 캐릭터들의 디자인은 이마무라 타카야가 하였고, 음악 제작은 히라사와 하지메가 하였다. 이 게임은 닌텐도 EAD에 의해 개발되었고 닌텐도에 의해 배급되었다.
이 게임의 줄거리는 폭스 맥클라우드가 스타폭스 팀을 이끌고 매드 사이언티스트인 안돌프가 그들의 고향인 코네리아를 공격하는 것을 방어하는 것이다.
이 게임은 성공하게 되어서 스타폭스는 닌텐도의 메이저 프랜차이즈의 하나가 되었다.

## 게임플레이

3인칭일 때의 화면

이 게임은 3인칭과 1인칭 3D 슈팅게임이다. 플레이어는 전투기인 아윙으로 적을 공격해야 한다. 스테이지 안에서는 파워업 아이템이 나오는데 그 아이템은 플레이어를 도와준다. 플레이어는 점수로 스테이지에서 얼마나 많은 적을 파괴했고 얼마나 자신의 동료를 도와줬는지 알 수 있다. 레벨의 끝에는 보스가 있어 반드시 다음 레벨로 가기 위해 보스를 파괴해야 한다.

## 평가
| 평가 |                 |
| --- | --------------- |
| 통합 점수 통합사 점수 게임랭킹스 88% (7 reviews) [ 1 ] 평론 점수 평론사 점수 EGM 35/40 [ 2 ] 패미츠 34/40 [ 3 ] 게임프로 5/5 [ 4 ] 닌텐도 파워 4.1/5 [ 5 ] Cubed3 9/10 [ 6 ] Electronic Games 95% [ 7 ] Nintendo Magazine System 96% [ 8 ] Super Play 93% [ 9 ] |                 |
| 통합 점수 |                 |
| 통합사 | 점수            |
| 게임랭킹스 | 88% (7 reviews) |
| 평론 점수 |                 |
| 평론사 | 점수            |
| EGM | 35/40           |
| 패미츠 | 34/40           |
| 게임프로 | 5/5             |
| 닌텐도 파워 | 4.1/5           |
| Cubed3 | 9/10            |
| Electronic Games | 95%             |
| Nintendo Magazine System | 96%             |
| Super Play | 93%             |